# 사반트 증후군

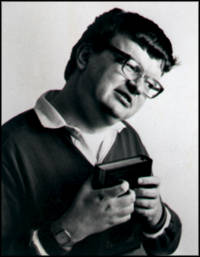
사반트 증후군을 앓고 있는 대표적 인물 킴 픽

사반트 증후군(Savant (/sævˈɑːnt/) syndrome)은 자폐증 등의  뇌 기능 장애를 갖고 있으면서 의사소통, 언어, 지능적 측면에서는 비장애인과 다를 바 없으며, 비장애인과는 다른 천재성을 동시에 갖는 현상이나 사람을 말한다. 일반인과 의사소통이 충분히 가능하다는 점 때문에 질병으로 인식되지 못하기도 한다. 사례에 따라서는 고기능 자폐의 일종으로 간주되기도 한다.

## 설명
자폐증적인 성향을 가졌으나 언어 구사, 의사소통 면에서는 다른 인간과의 차이점이 거의 없다. 영화 《레인맨》에 등장하는 주인공의 실제 모델인 킴 픽은 이 증후군을 갖고 있으며 그는 미국 우편번호부나 수년 간의 날짜, 요일 등을 쉽게 암산하거나 암기하는 능력을 보여주었다. 이는 그의 뇌에 좌뇌와 우뇌를 연결 해주는 뇌량이 없기에 좌뇌만을 사용하게 되어 좌뇌의 언어 능력이 극적으로 증가하였기 때문이다.
의사소통이나 인지능력 면에서는 일반인과 다를 바 없기 때문에 질병으로 인식되지 못하며, 약간 눈치가 부족하거나 고집이 센 사람 혹은 사회성이 떨어지는 인간 정도로 취급당한다. 그러나 이들 중 4분의 3 정도는 지능 지수(IQ) 70 미만으로, 이 사실은 아이큐 검사가 인간의 지적 능력 중 극히 일부분만을 보여준다는 견해의 증거로 제시되기도 한다.
아스퍼거 증후군과 비슷한 증상으로 보는 견해도 있으나 아스퍼거 증후군의 경우 취미나 성향이 같은 사람과는 잘 어울린다는 점, 눈맞춤 회피 등이 적은 점 등이 차이점으로 지적되기도 한다

## 징후 및 증상

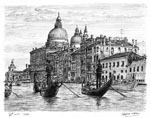
영국 사반트 화가 스티븐 윌트셔(Stephen Wiltshire)의 "베니스(Venice)"

사반트 스킬은 미술, 기억력, 산수, 음악적 능력, 공간 기술(spatial skill) 5개 영역 중 하나 이상에서 발견된다. 가장 유명한 사반트 중 하나는 달력 사반트(calendrical savant)로, 어느 날짜가 주어지든 간에 빠르고 정확하게 무슨 요일인지 알아맞추거나 어떤 날짜가 주어지든 그날 있었던 일들을 떠올릴 수 있는 "인간 달력(human calendar)"이다. 발달된 기억력은 사반트 능력에서 "수퍼파워(superpower)"이다.
대략 사반트의 절반 가까이는 자폐증을 갖고 있으며, 나머지 절반은 중추신경계(central nervous system) 상의 손상이나 질병이 있다. 자폐 환자 10% 정도가 사반트 능력이 있다고 평가된다.

### 달력 사반트
달력 사반트(calendaric savant 혹은 calendar savant)는 지적 장애가 있더라도 어느 한 주의 날짜가 무슨 요일인지 알 수 있으며, 역으로 어느 특정 수십 년에서 1천년 간의 날짜를 알면 요일을 맞출 수 있다. 일반인들이 인간 달력 계산기가 되는 것이 드문 것은 그래야 할 동기가 없기 때문이다. 그러나 수학자들은 비슷한 기술을 얻게 하는 발달된 공식이 있다. 반대로 달력 사반트는 사회성 관련 기술에 투자하려 하지 않는다.

## 같이 보기

### 일반 주제
- 아스퍼거 증후군
- 자폐 장애
- 고기능성 자폐

### 인물 목록
- 킴 픽
- 대니얼 태멋
- 야마시타 기요시
- 스티븐 윌트셔

### 관련 작품
- 레인 맨